# Brainstorm (groupe letton)
Pour les articles homonymes, voir Brainstorm.
Brainstorm, ou Prāta Vētra, est un groupe letton de pop/rock. Le groupe se popularise à l'international en 2000, alors qu'il se qualifie au troisième tour du Concours Eurovision de la chanson avec leur chanson My Star. Lorsque la Lettonie accueille le Concours Eurovision de la chanson, à la suite de la victoire de Marija Naumova, Renārs Kaupers, le soliste du groupe, est le présentateur aux côtés de la gagnante.

## Biographie
Le groupe est formé en été 1989 à Jelgava, en Lettonie, par quatre copains de classe – Renārs Kaupers, Jānis Jubalts, Gundars Mauševics et Kaspars Roga. Peu après, leur camarade Māris Mihelsons se joint au groupe. Ils choisissent à l'origine le nom de Prāta Vētra, et Brainstorm en anglais.
En septembre 1992, Brainstorm lance son premier single, Jo tu nāc qui finit neuvième au concours local, Michrophones. Plus tard, leur  premier album est lancé, Vairāk nekā skaļi en 1993. Le principal single de l'album s'intitule Ziema (Hiver), possédant un vidéoclip. Le groupe, hormis la parution de son maxi-single Vietu nav en 500 exemplaires, est inactif en 1994. En 1995, l'une des premières chansons du groupe, Lidmašīnas, devient l'un des succès nationaux en Lettonie et est élue chanson de l'année par Radio Super FM. Le groupe part également en tournée en Allemagne, et au Royaume-Uni. Après s'être essayé à la musique alternative, Brainstorm se remet de nouveau à la musique mainstream et lance l'album Veronika. En fin d'année, les radios lettones jouent la chanson Tavas mājas manā azotē, qui a atteint les classements musicaux lettons pendant neuf semaines et qui est devenue l'une des chansons à succès en 1996.
Le groupe se popularise encore plus avec le nouveau contrat passé avec Microphone Records, l'un des plus gros labels lettons, et avec la parution de leur nouvel album Viss ir tieši tā kā tu vēlies en 1997. L'album est certifié disque d'or. Les principaux singles de l'album s'intitulent Viss ir tieši tā kā tu vēlies, Mans draugs, Neatgriešanās et Tavas mājas manā azotē. le groupe apparaît ensuite fréquemment à la radio et à la télévision, puis notamment au Théâtre Dailes de Riga. Le premier single international de Brainstorm est enregistré en 1998 en Allemagne aux côtés de Volker Hinkel, producteur de Fool's Garden. Ce single s'intitule Under My Wing, version anglophone de Tavas mājas manā azotē. Le single est diffusé dans les pays baltes et dans d’autres pays. Peu après, le groupe est récompensé du Grand Prix au festival Karlshamn en Suède.
En 1999, Brainstorm lance son quatrième album, Starp divām saulēm, et leur premier album international le 20 mars 2001, Among The Suns, la version anglophone de Starp divām saulēm. L'album est enregistré en Suède et au Danemark. Les cinq singles de l'album – Puse no sirds (Half of a Heart), arp divām saulēm (Among The Suns), Lec (Try), Prom uz siltajām salām (Ain't It Funny) et Tu izvēlējies palikt (Welcome to my Country) atteignent les charts des radios lettonnes peu après leur parution. Le 13 mai 2000, le groupe se popularise grâce à sa performance à la 45e édition du Concours Eurovision de la chanson. Leur musique My Star termine à la troisième place sur 24 concurrents, avant d'être diffusée à l'international. En août 2000, dix ans après sa création, le groupe lance son album The best of Brainstorm '89-'99 pour l’occasion.
L'album intitulé Online, ou Kaķēns, kurš atteicās no jūrasskolas, est commercialisé en 2001. Leur album qui suit, Dienās, kad lidlauks pārāk tāls ou A Day Before Tomorrow est commercialisé en 2003. Les singles de l'album – Colder et A Day Before Tomorrow (Plaukstas lieluma pavasaris) – ont été produits par le producteur allemand Alex Silva. En 2004, l'un des membres fondateurs, le bassiste Gundars Mauševics, décède dans la nuit du 22 au 23 mai dans un accident de voiture sur une autoroute entre Riga et Jelgava. Malgré cette tragique perte, les membres continuent leurs compositions.
Le groupe est récompensé trois fois aux Annual Latvian Music Recording Awards.

## Discographie

### Albums internationaux
- Among the Suns (2000) (FI #13; BEL #42; SWE #47)
- Online (2001)
- A Day Before Tomorrow (2003) (POL #47)
- Four Shores (2006)
- Years and Seconds (2010)
- Another Still Life (2012)

### Singles internationaux
- My Star (2000) (BEL #8; SWE #22)
- Weekends Are Not My Happy Days (2000) (BEL #13)
- Maybe (2001) (POL #1; GRE #8)
- Vyhodnye (2004) (UKR #21)

### Albums en letton
- Vairāk nekā skaļi (1993)
- Vietu nav (1994)
- Veronika (1996)
- Viss ir tieši tā kā tu vēlies (1997)
- Starp divām saulēm (1999)
- Izlase '89-'99 (2000)
- Kaķēns, kurš atteicās no jūrasskolas
- Dienās, kad lidlauks pārāk tāls (2003)
- Veronika (2004)
- Četri krasti (2005)
- Tur kaut kam ir jābūt (2008)
- Vēl viena klusā daba (2012)
- Par to zēnu, kas sit skārda bungas (2018)

### Albums en russe
- Шаг (Step) (2009)
- Чайки На Крышах (2012)

## Formation
- Renārs Kaupers (chant)
- Jānis Jubalts (guitares)
- Māris Mihelsons (synthétiseur, accordéon)
- Kaspars Roga (batterie)